# هانس اونترکیرشر
هانس اونترکیرشر (به آلمانی: Hans Unterkircher) (زاده ۲۲ اوت ۱۸۹۵-درگذشته ۲۷ مهٔ ۱۹۷۱) بازیگر اتریشی بود.
از فیلم‌های معروف او می‌توان به بازی در شلیک در میزان سه‌چهارم اشاره کرد.